# Saint-Ferme
Saint-Ferme är en kommun i departementet Gironde i regionen Nouvelle-Aquitaine i sydvästra Frankrike. Kommunen ligger i kantonen Pellegrue som tillhör arrondissementet Langon. År 2022 hade Saint-Ferme 338 invånare.

## Befolkningsutveckling
Antalet invånare i kommunen Saint-Ferme
Referens:INSEE